# 万华化学
万华化学集团股份有限公司（上交所：600309），简称万华化学，前稱烟台万华聚氨酯股份有限公司，是一家中华人民共和国化工企业。

## 概述
公司成立于1998年12月20日，2001年1月5日在上海证券交易所上市。2013年，为实现“中国万华向全球万华转变，万华聚氨酯向万华化学转变”的战略，公司正式更名为“万华化学集团股份有限公司”。企业主要从事异氰酸酯、多元醇等聚氨酯全系列产品、丙烯酸及酯等石化产品、水性涂料等功能性材料、特种化学品的研发、生产和销售，是中华人民共和国首家拥有MDI制造技术自主知识产权的企业、亚太地区规模最大的聚氨酯供应商和全球最有竞争力的MDI制造商。